# Wałdaj (Karelia)
Wałdaj (ros. Валдай) – osiedle w Rosji, w Karelii, w rejonie siegieżskim. W 2010 liczyło 999 mieszkańców.